# Алвару II
Алвару II Мпанзу а Ними — мвене Конго (маниконго) в 1587—1614 годах.

## Биография
Мпанзу а Ними (после крещения — Алвару) родился в 1565 году в Мбанза-Конго старшим сыном мвене Конго Алвару I. Как наследник престола носил титул герцога Нсунди и после смерти отца в 1587 году вступил в междоусобную борьбу за власть со своими братом и сестрой. В этой борьбе его брат был убит, а сам Алвару был тяжко ранен, но вышел победителем и занял престол.
В свое царствование старался не зависеть религиозно от Португалии, отправив дипломата в Рим в 1609 году для аудитории с папой Павлом V, чтобы добиться признания Конго как часть христианской общины. Это был первый визит африканского дипломата в Рим. Его намерениями было создание духовенства Конго и епископства в Мбанза-Конго. Король также был удостоен звания рыцаря Ордена Христа 10 марта 1609.
После восшествия на престол перед Алвару II возникла серьезная угроза  —  беспорядки среди знати, завершившиеся гражданской войной, которая длилась от 1590 до 1591 гг. Для восстановления полноты своей власти Алвару был вынужден признать формальную независимость Мигеля, графа Сойо. Чтобы отметить тех представителей знати, которые сражались на его стороне, Алвару начал принимать их в члены монашески-рыцарского Ордена Христа. Несмотря на то, что Португалия жаловалась папе на такие действия правителя Конго, поскольку в члены ордена мог принимать только великий магистр, которым был португальский монарх, но такая традиция в Конго сохранилась до XIX века.
При правлении Алвара II центром диоцезии будущего португальского Конго и Анголы стал город Мбанза-Конго. В 1596 году был назначен первый епископ. Впрочем, поскольку португальские монархи настаивали на праве религиозного покровительства, они назначали собственного епископа. Это стало причиной продолжающейся борьбы между португальскими епископами и маниконго.
В тот период отношения Конго с португальской Анголой значительно ухудшились, из-за чего Алвару II пожаловался на действия тамошнего губернатора королю Испании, который в соответствии с иберийской унией в то время также правил и Португалией.